# أليكس ميلر
أليكس ميلر (بالإنجليزية: Alex Miller) (و. 1936 – م) هو كاتب، وروائي، من أستراليا، ولد في لندن.

## التعليم
تعلم في جامعة ملبورن.

## أعمال بارزة
من أهم أعماله:
- The Ancestor Game
- Journey to the Stone Country.

## جوائز
حصل على جوائز منها:
- جائزة مايلز فرانكلين.